# Острув-Велькопольски (станция)

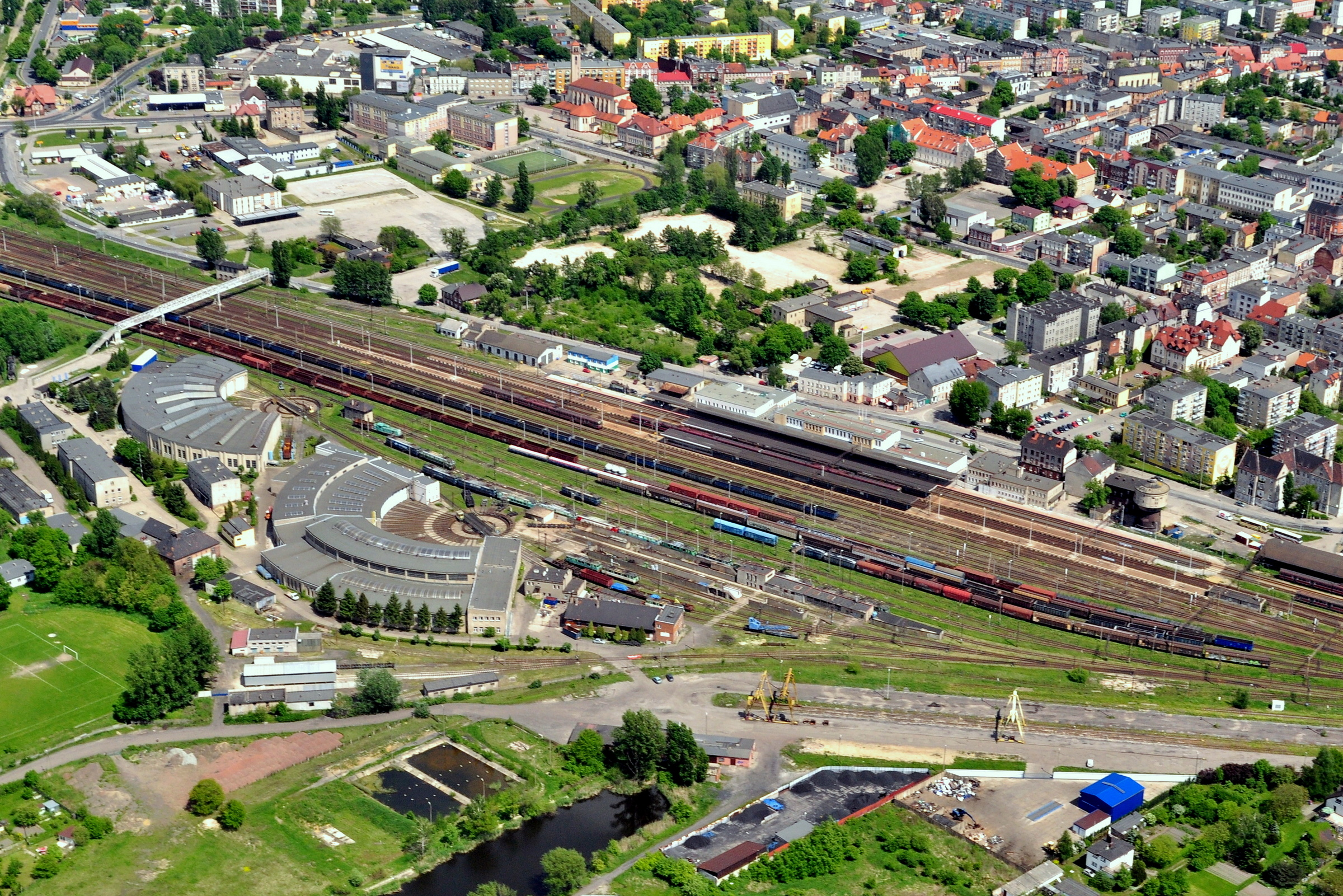

Острув-Велькопольски (пол. Ostrów Wielkopolski) — узловая железнодорожная станция в городе Острув-Велькопольски, в Великопольском воеводстве Польши. Имеет 3 платформы и 5 путей. Относится по классификации к категории C, т.е. обслуживает от 300 тысяч до 1 миллиона пассажиров ежегодно.
Станцию построили в 1875 году, когда город Острув (нем. Ostrowo, Острово) был в составе Германской империи.